# Явороваць
Явороваць (хорв. Javorovac) — населений пункт у Хорватії, в Копривницько-Крижевецькій жупанії у складі громади Новіград-Подравський.

## Населення
Населення за даними перепису 2011 року становило 75 осіб.
Динаміка чисельності населення поселення: